# Zalužani
Zalužani (Залужани en cirílico serbio) es un pueblo en el municipio de Banja Luka, Republika Srpska, Bosnia y Herzegovina. El pueblo es también el hogar del único circuito de automovilismo de carreras de Bosnia y Herzegovina.

## Circuito de carreras
El circuito se abrió en 1989 y fue modificado en 1998 (concretamente la vuelta 9), acortando la pista a 3.251 km. La pista fue actualizada una vez más en 2008 incluyendo una zona de pitlane y barreras de neumáticos mejorando así la seguridad de la pista.

### Datos técnicos del circuito
- Dirección: Moto Staza Zalužani, Zalužani, Bosnia & Herzegovina (a 20 minutos del aeropuerto más cercano)
- Tipo de circuito: Pista permanente

A lo largo de los años el circuito ha alojado principalmente competiciones locales, a veces con la posibilidad de conducir en la pista con coches de carretera.